# Consejo Legislativo del Estado Portuguesa
El Consejo Legislativo del Estado Portuguesa (CLEP), es el que representa el Poder Legislativo de ese Estado federal de Venezuela.
El concejo es unicameral y está compuesto por once (11) diputados o legisladores regionales que son electos cada 4 años, bajo un sistema mixto de representación, por un lado se eligen un grupo de diputados por lista bajo el método D'Hont a nivel estatal y por otro lado se eligen por voto directo candidatos nominales por circunscripción definida, pudiendo ser reelegidos para nuevos períodos consecutivos, y con la posibilidad de ser revocados a la mitad de su período constitucional.Su elección se realiza cada 4 años, pudiendo ser reelegidos. Con la posibilidad de revocar su mandato a la mitad del periodo Constitucional.

## Sede
El Palacio Legislativo del Estado Portuguesa y sede de las sesiones del consejo se encuentra en Guanare, ciudad capital del Estado Portuguesa.

## Funciones
La Cámara elige de su seno, una Junta Directiva integrada por un Presidente y un Vicepresidente, adicionalmente se elige a un Secretario fuera de su seno. Al igual que en la Asamblea Nacional, el Parlamento regional conforma Comisiones permanentes de trabajo que se encargan de analizar los diferentes asuntos que las comunidades plantean, ejerciendo la vigilancia de la administración del Estado con el auxilio de la Contraloría General del Estado, así como la discusión y aprobación de los presupuestos de la cámara y del poder ejecutivo.
Las funciones de los consejos legislativos regionales de Venezuela se detallan en la Ley Orgánica de los Consejos Legislativos de los Estados publicada en Gaceta Oficial de la República Bolivariana de Venezuela del 13 de septiembre de 2001

## Composición de la VI Legislatura[2]
En las elecciones regionales del 25 de mayo de 2025 se definieron los cargos para Gobernadores, Diputados de los consejos legislativos, Alcaldes y Concejales municipales. La VI legislatura fue instalada el 3 de diciembre de 2021
Los Grupos Parlamentarios del Consejo Legislativo del Estado se organizan en dos grandes alianzas:
| Alianza / Grupo Parlamentario | Alianza / Grupo Parlamentario      | Diputado | Diputado           | Diputado               | Cargo en el Consejo Legislativo |
| ----------------------------- | ---------------------------------- | -------- | ------------------ | ---------------------- | ------------------------------- |
|                               | Mesa de la Unidad Democrática      |          |                    | José David Angulo      | Diputado                        |
|                               | Mesa de la Unidad Democrática      |          | Lucas Segura       | Diputado               |                                 |
|                               | Alianza Democrática                |          |                    | Pedro García           | Diputado                        |
|                               | Gran Polo Patriótico Simón Bolívar |          |                    | Beatriz Barraez        | Vicepresidenta del Consejo      |
|                               | Gran Polo Patriótico Simón Bolívar |          | Maria Gabriela Gil | Diputado               |                                 |
|                               | Gran Polo Patriótico Simón Bolívar |          | Alirio Bonilla     | Diputado               |                                 |
|                               | Gran Polo Patriótico Simón Bolívar |          | Alejandra Álvarez  | Presidenta del Consejo |                                 |
|                               | Gran Polo Patriótico Simón Bolívar |          | Darki Pérez        | Diputado               |                                 |
|                               | Gran Polo Patriótico Simón Bolívar |          | Morelia Zambrano   | Diputado               |                                 |
|                               | Gran Polo Patriótico Simón Bolívar |          | José Harris        | Diputado               |                                 |
|                               | Gran Polo Patriótico Simón Bolívar |          | Yelitza Pimentel   | Diputado               |                                 |

## Legislaturas Previas

### I Legislatura (2000-2004)[4]
En las elecciones del 2000 el MVR fue el más votado obteniendo 5 legisladores, seguido del MAS que alcanzó 2 legisladores, alcanzando así la mayoría absoluta de la cámara regional.
| Alianza / Partido Político | Alianza / Partido Político  | Diputados |
| -------------------------- | --------------------------- | --------- |
| Revolución Bolivariana     | Revolución Bolivariana      | 7         |
|                            | Movimiento Quinta República | 5         |
|                            | Movimiento al Socialismo    | 2         |
| Coordinadora Democrática   | Coordinadora Democrática    | 2         |
|                            | Acción Democrática          | 1         |
|                            | COPEI                       | 1         |

### II Legislatura (2004-2008)
En las elecciones de 2004, es re-eleccta Gobernadora del Estado, Antonia Muñoz (MVR) Sin embargo, no logra la mayoría en la cámara, la cual retienen los partidos de oposición.
| Alianza / Partido Político | Alianza / Partido Político  | Diputados |
| -------------------------- | --------------------------- | --------- |
| Revolución Bolivariana     | Revolución Bolivariana      | 4         |
|                            | Movimiento Quinta República | 4         |
| Coordinadora Democrática   | Coordinadora Democrática    | 5         |
|                            | Copei                       | 1         |
|                            | Acción Democrática          | 4         |

### III Legislatura (2008-2012)
En las elecciones regionales realizadas el 23 de noviembre de 2008, Wilmar Castro es electo Gobernador del Estado, logrando a su vez, la totalidad de los curules de la cámara.
| Alianza / Partido Político | Alianza / Partido Político | Diputados |
| -------------------------- | -------------------------- | --------- |
| Polo Patriótico            | Polo Patriótico            | 9         |
|                            | PSUV                       | 4         |
|                            | UVE                        | 5         |

### IV Legislatura (2013-2017)
En las elecciones realizadas el 16 de diciembre de 2012 el PSUV logra la reelección de la Gobernación del Estado y nuevamente la unanimidad de la cámara.
| Alianza / Partido Político | Alianza / Partido Político | Diputados |
| -------------------------- | -------------------------- | --------- |
| Polo Patriótico            | Polo Patriótico            | 9         |
|                            | PSUV                       | 9         |

### V Legislatura (2018-2022)
Las elecciones del consejo se realizaron el 20 de mayo de 2018, en la que el Gran Polo Patriótico logra ganar todos los curules de la cámara, por la decisión de los principales partidos políticos, opositores al gobierno de Nicolás Maduro, de no participar en las elecciones mencionadas.
| Alianza / Partido Político | Alianza / Partido Político | Diputados |
| -------------------------- | -------------------------- | --------- |
| Polo Patriótico            | Polo Patriótico            | 11        |
|                            | PSUV                       | 11        |